# 多雷斯聖母城 (塞爾希培州)
10°29′31″S 37°11′34″W / 10.49194°S 37.19278°W
多雷斯聖母城（葡萄牙語：Nossa Senhora das Dores），是巴西的城鎮，位於該國東北部，由塞爾希培州負責管轄，始建於1859年6月11日，面積471平方公里，海拔高度204米，2013年人口26,042，人口密度每平方公里55.29人。